# Medienbeobachtung
Medienbeobachtung, auch als Monitoring bezeichnet, ist eine Tätigkeit im Rahmen der Öffentlichkeitsarbeit (Public Relations). Sie dokumentiert die Präsenz von Suchbegriffen oder Themen in einem möglichst repräsentativen Mediensample. Damit können Kommunikationsziele kontrolliert und Veränderungen in der öffentlichen Meinung rechtzeitig erkannt werden.

## Praxis
In der Praxis beauftragt die Kommunikationsabteilung eines Unternehmens ein darauf spezialisiertes Unternehmen, den Medienbeobachter, mit der Dokumentation eines bestimmten Stichworts oder Themas in den Massenmedien oder nutzt dafür eine Pressedatenbank. Hier hat sich eine Differenzierung und oftmals auch eine Spezialisierung nach Printmedien, Online-Medien sowie Radio- und TV-Sendungen herausgebildet. Die Dokumentation erfolgt als Clipping, dem aus der Zeitung geschnittenen Artikel oder Ausschnitt, bei audiovisuellen Medien als Beitrag im entsprechenden Format. Möglich ist auch die Lieferung als Fließtext, Transkript oder als Kurzfassung (Abstract). Dabei gelten die gesetzlichen Bestimmungen des Urheberrechts. 
Zur Information des Bundeskanzlers und weiterer Regierungsmitglieder erstellt das Bundespresseamt (BPA) täglich die so gennannte Kanzlermappe.

## Methoden
Der Medienbeobachter führt die Recherche traditionell per Hand mit Hilfe von Lektoren oder heute vermehrt digital mit Hilfe von Suchabfragen in einem Volltext durch. Aufgrund der Synergie-Effekte kann ein Medienbeobachter weitaus kostengünstiger arbeiten als eine einzelne Kommunikations-Abteilung oder eine PR-Agentur. Die Zahl der beobachteten Medientitel geht in der Regel in die Tausende.
Als Produktvariante zum Clipping ist der Pressespiegel möglich. Hierbei wird eine Abstracts-Übersicht, auf Papier oder digital im Internet/Intranet, mit den jeweiligen Quellenangaben angefertigt und sinnvoll gereiht. Der Auftraggeber erhält damit einen schnellen täglichen Überblick insbesondere bei umfangreichen Kommunikationsanliegen. Ein digitaler Pressespiegel wird üblicherweise dem gesamten Management zur Verfügung gestellt. Als Mitarbeiter-Pressespiegel erfüllt er Aufgaben auch der innerbetrieblichen Kommunikation. 
Das Clipping dient darüber hinaus als Grundlage der Medienresonanzanalyse. Hierbei erfolgt eine statistische Aufbereitung der Medienpräsenz nach quantitativen und inhaltsanalytischen Kriterien wie Reichweite und positive oder negative Tendenz der Berichterstattung oder auch eine statistische Verknüpfung mit Themenumfeldern.

## Geschichte
Die klassischen Medienbeobachter, die als Ausschnittdienste bereits im 19. Jahrhundert entstanden, erhalten in letzter Zeit verstärkt Konkurrenz durch die Verlage der Zeitungen selbst, welche über neu gegründete Gemeinschaftsunternehmen eine Zweitvermarktung ihrer Inhalte anstreben. Diese Gemeinschaftsunternehmen bieten in der Regel eine Volltext-Suche in umfangreichen Zeitungs-Archiven, was den Medienbeobachtern aus urheberrechtlichen Gründen nicht möglich ist.
Mit der Novellierung des Urheberrechts im Rahmen der EU-Harmonisierung erheben die Verlage außerdem Anspruch auf eine Vergütung für die Nutzung ihrer Artikel. Während die Lizenzierung für eine Nutzung mit hoher Vervielfältigungsrate wie beim elektronischen Mitarbeiter-Pressespiegel unbestritten ist, argumentieren die PR-Verbände, dass die Verlage keineswegs urheberrechtliche Ansprüche auf eigeninitiierte Artikel anmelden können. Darüber hinaus wird die Vergütung in Deutschland nicht von einer Verwertungsgesellschaft, sondern von einem in direkter Konkurrenz stehenden Gemeinschaftsunternehmen der Verlage eingehoben.
1951 wurde der Weltverband der Medienbeobachter FIBEP gegründet.

## Unternehmen und Organisationen
In Deutschland gibt es zahlreiche Organisationen und Unternehmen, die Medienbeobachtung anbieten. Darunter sind:
- CeMAS – Center für Monitoring, Analyse und Strategie
- Cision
- Landau Media
- PMG Presse-Monitor (als Anbieter einer Pressedatenbank für inhouse getätigte Medienbeobachtung)